# Ешколь (регіональна рада)
31°22′27″ пн. ш. 34°23′58″ сх. д. / 31.374167° пн. ш. 34.399444° сх. д.

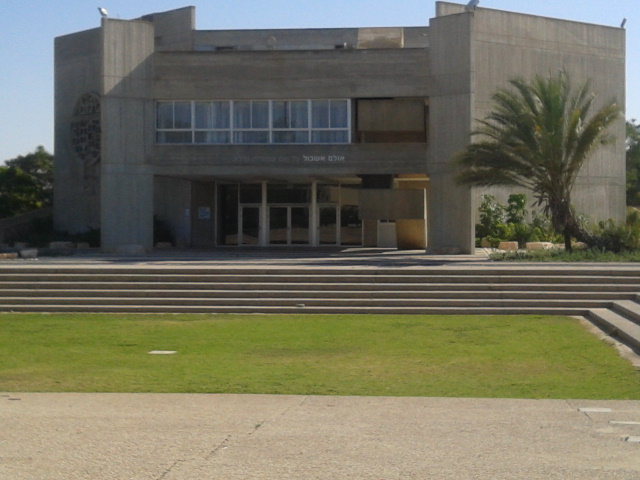
Зала Шмуеля Шило в регіональній раді Ешколь (архітектор Ханан Габарон)

Регіональна рада Ешколь (івр. מועצה אזורית אשכול, Моаца езоріт «Ешколь») — регіональна рада в північно-західній частині пустелі Негев, у Південному окрузі Ізраїлю. Територія регіональної ради розташована на півдорозі між Ашкелоном і Беер-Шевою, а на заході обмежена сектором Гази, тоді як на сході межує із територією регіональної ради Бней-Шимон. Через близькість до сектора Гази регіон страждає від ракетних обстрілів, мінометних ударів та пожеж, викликаних запалювальними повітряними кулями. Це часто призводить до шкоди фермам і спорудам у регіоні.

## Транспорт
Регіональна рада Ешколь пов'язана автобусними маршрутами з Єрусалимом, Тель-Авівом, Беер-Шевою та Ашкелоном. Також діють  автобусні маршрути, що сполучають кібуци та мошави між собою. Усі автобусні маршрути обслуговує компанія «Дан ба-даром».

## Безпека
З 2000 року регіон Ешколь став об'єктом тисяч ракетних обстрілів, незважаючи на покриття регіону системою «Залізний купол», адже використання системи, як правило, обмежене населеними пунктами, що дозволяє ракетам попадати на відкриті території. Як наслідок, було завдано великої шкоди фермам, транспортним засобам та різноманітним прилеглим спорудам. Під час операції «Непорушна скеля» 2014 року фермери повідомили про значні пошкодження своїх посівів через падіння ракет у відкритих полях.
Так, 26 серпня 2014 року мінометний снаряд, випущений із сектора Гази, вбив одну особу та серйозно поранив двох інших у регіональній раді Ешколь.
З 2017 року в регіоні спостерігаються хвилі пожеж, викликані запалювальними повітряними кулями, випущеними з Гази. Пожежі завдали великої шкоди фермам та місцевій інфраструктурі. Тільки в червні 2019 року повідомили про понад 100 пожеж, із завданими збитків на щонайменше 4500 акрах сільськогосподарських угідь. Ця тактика Хамас та інших бойовиків Гази вважається формою агротероризму.

## Села

### Кібуци
- Беері
- Алумім
- Ейн-га-Шлоша
- Гвулот
- Маген
- Нір-Оз
- Нір-Іцхак
- Нірім
- Холіт
- Керем-Шалом
- Кісуфім
- Реїм
- Суфа
- Цеелім
- Урім

### Мошави
- Аміоз
- Бней-Нецарім
- Декель
- Ейн-га-Бесор
- Євуль
- Єша
- Мівтахім
- Наве
- Огад
- Прі-Ган
- Сде-Ніцан
- Сде-Авраам
- Талмей-Еліягу
- Талмей-Йосеф
- Ятед

### Інші населені пункти
- Авшалом
- Цохар
- Шломіт

## Виноски
1. ↑  GeoNames — 2005.
2. ↑  Palestinians fire rocket at southern Israel. Times of Israel. 26 грудня 2013. Архів оригіналу за 28 грудня 2013. Процитовано 26 грудня 2013.
3. 1 2  Ben Porat, Ido (25 червня 2019). Fire breaks out in Eshkol-region community. Israel National News (англ.). Архів оригіналу за 27 січня 2021. Процитовано 2 жовтня 2020.
4. ↑  Two rockets explode in Eshkol Regional Council; damage caused to vehicle. Ynetnews. 23 липня 2014. Архів оригіналу за 24 липня 2014. Процитовано 11 серпня 2014.
5. ↑  2 Rockets Explode in Eshkol Regional Council Causing Property Damage. Israel National News. 10 серпня 2014. Архів оригіналу за 20 жовтня 2015. Процитовано 11 серпня 2014.
6. ↑  Curiel, Ilana (23 листопада 2012). Gaza vicinity farmers suffer millions in damages. Ynetnews. Архів оригіналу за 15 квітня 2014. Процитовано 11 серпня 2014.
7. ↑  Curiel, Ilana (22 серпня 2014). Residents of rocket-battered Eshkol flee again. Ynetnews. Архів оригіналу за 24 серпня 2014. Процитовано 26 серпня 2014.
8. ↑  Hartman, Ben (26 серпня 2014). Israeli killed, two seriously wounded in Eshkol mortar strike. The Jerusalem Post. Архів оригіналу за 26 серпня 2014. Процитовано 26 серпня 2014.
9. ↑  Tsuri, Matan; Zituna, Yoav (27 червня 2019). Dozens of fires are daily nightmare for frustrated Israelis along Gaza border. Ynetnews (англ.). Архів оригіналу за 8 листопада 2020. Процитовано 16 листопада 2020.
10. ↑  Gross, Judah Ari. Beyond kites: ‘Fire balloons’ increasingly used to set southern Israel ablaze. Times of Israel. Архів оригіналу за 1 серпня 2019. Процитовано 29 серпня 2019.
11. ↑  Gross, Judah Ari. Gaza incendiary balloons spark dozens of fires in southern Israel. Times of Israel. Архів оригіналу за 11 серпня 2019. Процитовано 29 серпня 2019.
12. ↑  Arson Terrorism: A new method devised by Hamas during the "return marches" to attack the communities near the Gaza Strip and disrupt their daily lives. The Meir Amit Intelligence and Terrorism Information Center (англ.). 19 червня 2018. Архів оригіналу за 29 серпня 2019. Процитовано 29 серпня 2019.